# Curios sauteri
Curios sauteri is een keversoort uit de familie glimwormen (Lampyridae). De wetenschappelijke naam van de soort werd voor het eerst geldig gepubliceerd in 1913 door E. Olivier.